# PEC in het seizoen 1939/40
Het seizoen 1939/1940 was het 30e jaar in het bestaan van de Zwolse voetbalclub PEC. De club zou eigenlijk uitkomen in de Tweede Klasse. Echter wegens mobilisatie in de zomer van 1939 in Nederland voorafgaande aan de Tweede Wereldoorlog die een jaar later zou beginnen werd deze competitie niet gespeeld. In de plaats daarvan werd er een noodcompetitie samengesteld waarbij clubs uit de regio tegen elkaar speelde. Deze competitie had verder geen invloed op de verdere verloop van de jaren erna. Er was dit seizoen geen mogelijkheid tot promoveren of degraderen.
Door de mobilisatie was het niet altijd mogelijk om alle spelers bij elke wedstrijd te hebben. Hierdoor werden ook enkele wedstrijden niet gespeeld.

## Wedstrijdstatistieken

### Noodcompetitie C
| Zwolsche Boys                                          | |                               |                                                                                       |
|                                                        | PEC | 1 – 4 (1 – 1)                 | Zwolsche Boys                                                                         |
| 8 oktober 1939 Plaats: Zwolle Gemeentelijk Sportpark   | Jan Doorneweert                                                                                              | Zwolse derby                  | Wim Knuppel Evert Hillebrand Wim Knuppel                                              |
|                                                        | Zwolsche Boys                                                                                                | 2 – 3 (0 – 2)                 | PEC                                                                                   |
| 17 maart 1940 Plaats: Zwolle Sportpark De Vrolijkheid  | Arend Gerrits                                                                                                | Zwolse derby                  | Jan Doorneweert Frans Tausch Harry Kliphuis                                           |
| Hattem                                                 | |                               |                                                                                       |
|                                                        | PEC | 4 – 1 (4 – 0)                 | VV Hattem                                                                             |
| 14 april 1940 Plaats: Zwolle Gemeentelijk Sportpark    | Jan Doorneweert 3' Frans Tausch Jan Doorneweert                                                              |                               | W Bouwmeester                                                                         |
|                                                        | VV Hattem | 4 – 1 (1 – 1)                 | PEC                                                                                   |
| 3 december 1939 Plaats: Hattem Sportpark 't Achterveen | Wim van der Vegt (e.d.) H. van Raalte 75' Franken H. van Dijk                                                |                               | 30' Jan Doorneweert                                                                   |
| Heerde                                                 | |                               |                                                                                       |
|                                                        | PEC | –                             | VV Heerde                                                                             |
| Plaats: Zwolle Gemeentelijk Sportpark                  | | Wedstrijd niet meer gespeeld. |                                                                                       |
|                                                        | VV Heerde | 4 – 3 (? – ?)                 | PEC                                                                                   |
| 3 maart 1940 Plaats: Heerde Sportpark Heerde           | |                               |                                                                                       |
| AGOVV II                                               | |                               |                                                                                       |
|                                                        | PEC | 3 – 0 (1 – 0)                 | AGOVV II                                                                              |
| 12 november 1939 Plaats: Zwolle Gemeentelijk Sportpark | Koeke Westerhuis Jan Doorneweert Koeke Westerhuis                                                            |                               |                                                                                       |
|                                                        | AGOVV II | 3 – 1 (1 – 1)                 | PEC                                                                                   |
| 28 april 1940 Plaats: Apeldoorn Sportpark Berg & Bos   | Tubben Zwikker 80'                                                                                           |                               | 30' Gerrit Gerritsen                                                                  |
| Apeldoornse Boys                                       | |                               |                                                                                       |
|                                                        | PEC | 2 – 2 (1 – 0)                 | ASV Apeldoornse Boys                                                                  |
| 19 november 1939 Plaats: Zwolle Gemeentelijk Sportpark | Harry Kliphuis 30' Cornelis Mulder                                                                           |                               | Peter de Jong van Kampen                                                              |
|                                                        | ASV Apeldoornse Boys                                                                                         | –                             | PEC                                                                                   |
| Plaats: Apeldoorn Sportpark Apeldoornse Boys           | | Wedstrijd niet meer gespeeld. |                                                                                       |
| Z.A.C.                                                 | |                               |                                                                                       |
|                                                        | PEC | 1 – 1 (1 – 0)                 | ZAC                                                                                   |
| 10 maart 1940 Plaats: Zwolle Gemeentelijk Sportpark    | Jan Doorneweert                                                                                              |                               | Aart Westerink                                                                        |
|                                                        | ZAC | 1 – 6 (1 – 4)                 | PEC                                                                                   |
| 1 oktober 1939 Plaats: Zwolle Sportpark Veerallee      | Sjef Knevel                                                                                                  |                               | Koeke Westerhuis Jan Doorneweert Cornelis Mulder 75' Koeke Westerhuis Jan Doorneweert |
| K.H.C.                                                 | |                               |                                                                                       |
|                                                        | PEC | 3 – 2 (1 – 0)                 | VV KHC                                                                                |
| 25 maart 1940 Plaats: Zwolle Gemeentelijk Sportpark    | Jan Doorneweert                                                                                              |                               | Tiecke (pen) Smit                                                                     |
|                                                        | VV KHC | 0 – 1 (0 – 0)                 | PEC                                                                                   |
| 29 oktober 1939 Plaats: Kampen Sportpark aan de Plas   | |                               | 83' Cornelis Mulder                                                                   |
| Robur et Velocitas                                     | |                               |                                                                                       |
|                                                        | PEC | 3 – 1 (2 – 1)                 | Robur et Velocitas                                                                    |
| 5 mei 1940 Plaats: Zwolle Gemeentelijk Sportpark       | Jannes Schotman Frans Tausch (pen)                                                                           |                               | (pen) Hulleman                                                                        |
|                                                        | Robur et Velocitas                                                                                           | 1 – 3 (0 – 2)                 | PEC                                                                                   |
| 15 oktober 1939 Plaats: Apeldoorn Sportpark Kerschoten | van ’t Kruys 80'                                                                                             |                               | 12' Koeke Westerhuis 22' Jan Doorneweert Gé Maalstee                                  |
| Sportclub                                              | |                               |                                                                                       |
|                                                        | PEC | 8 – 0 (5 – 0)                 | Sportclub                                                                             |
| 22 oktober 1939 Plaats: Zwolle Gemeentelijk Sportpark  | Jan Doorneweert Cornelis Mulder Gé Maalstee Cornelis Mulder Jan Doorneweert Koeke Westerhuis Jan Doorneweert |                               |                                                                                       |
|                                                        | Sportclub | 2 – 4 (1 – 2)                 | PEC                                                                                   |
| 31 maart 1940 Plaats: Zwolle Sportpark Onbekend        | de Vries |                               | Frans Tausch Gé Maalstee Henk Lichtenberg (pen) Frans Tausch                          |

## Selectie

### Selectie 1939/40
| Nat.               | Naam                | Competitie | Competitie | Beker   | Beker   | Totaal  | Totaal  | Seizoen | Vorige club    |         |         |         |         |         |
| Nat.               | Naam                | W          |            | W       |         | W       |         | Seizoen | Vorige club    |         |         |         |         |         |
| Doelman            | Doelman             | Doelman    | Doelman    | Doelman | Doelman | Doelman | Doelman | Doelman | Doelman        | Doelman | Doelman | Doelman | Doelman | Doelman |
| ------------------ | ------------------- | ---------- | ---------- | ------- | ------- | ------- | ------- | ------- | -------------- | ------- | ------- | ------- | ------- | ------- |
| Vlag van Nederland | Harry van der Vegte | –          | –          | –       | –       | –       | –       | 3e      | Onbekend       |         |         |         |         |         |
| Veldspelers        |                     |            |            |         |         |         |         |         |                |         |         |         |         |         |
| Vlag van Nederland | Wim van der Vegt    | –          | –          | –       | –       | –       | –       | 3e      | Onbekend       |         |         |         |         |         |
| Vlag van Nederland | K. Jansen           | –          | –          | –       | –       | –       | –       | –       | Onbekend       |         |         |         |         |         |
| Vlag van Nederland | Gerrit Gerritsen    | –          | –          | –       | –       | –       | –       | –       | Onbekend       |         |         |         |         |         |
| Vlag van Nederland | H. Pinkster         | –          | –          | –       | –       | –       | –       | –       | Onbekend       |         |         |         |         |         |
| Vlag van Nederland | Tinus Selhorst      | –          | –          | –       | –       | –       | –       | –       | Onbekend       |         |         |         |         |         |
| Vlag van Nederland | Piet Vogelzang      | –          | –          | –       | –       | –       | –       | –       | Onbekend       |         |         |         |         |         |
| Vlag van Nederland | Koeke Westerhuis    | –          | –          | –       | –       | –       | –       | –       | Onbekend       |         |         |         |         |         |
| Vlag van Nederland | Henk Zoomers        | –          | –          | –       | –       | –       | –       | –       | Onbekend       |         |         |         |         |         |
| Vlag van Nederland | Harry Kliphuis      | –          | –          | –       | –       | –       | –       | –       | Onbekend       |         |         |         |         |         |
| Vlag van Nederland | M. Veterman         | –          | –          | –       | –       | –       | –       | –       | Onbekend       |         |         |         |         |         |
| Vlag van Nederland | Frans Tausch        | –          | –          | –       | –       | –       | –       | 6e      | RKSV Schijndel |         |         |         |         |         |
| Vlag van Nederland | Gé Maalstee         | –          | –          | –       | –       | –       | –       | –       | Onbekend       |         |         |         |         |         |
| Vlag van Nederland | Jan Doorneweert     | –          | –          | –       | –       | –       | –       | –       | Onbekend       |         |         |         |         |         |
| Nat.               | Naam                | W          |            | W       |         | W       |         | Seizoen | Vorige club    |         |         |         |         |         |
| Nat.               | Naam                | Competitie | Competitie | Beker   | Beker   | Totaal  | Totaal  | Seizoen | Vorige club    |         |         |         |         |         |

## Statistieken PEC 1939/1940

### Eindstand PEC in de Noodcompetitie C 1939 / 1940
| Stand | Gespeeld | Gewonnen | Gelijk | Verloren | Punten | Doelpunten voor | Doelpunten tegen |
| ----- | -------- | -------- | ------ | -------- | ------ | --------------- | ---------------- |
| 3e    | 16       | 10       | 2      | 4        | 22     | 47              | 28               |

### Punten per tegenstander
|       | Zwolsche Boys | Hattem | Heerde        | AGOVV II | Apeldoornse Boys | Z.A.C. | K.H.C. | Robur et Velocitas | Sportclub |
| ----- | ------------- | ------ | ------------- | -------- | ---------------- | ------ | ------ | ------------------ | --------- |
| Thuis | 0             | 2      | Niet gespeeld | 0        | 1                | 1      | 2      | 2                  | 2         |
| Uit   | 2             | 0      | 0             | 2        | Niet gespeeld    | 2      | 2      | 2                  | 2         |

### Doelpunten per tegenstander
|       | Zwolsche Boys | Hattem | Heerde        | AGOVV II | Apeldoornse Boys | Z.A.C. | K.H.C. | Robur et Velocitas | Sportclub | Totaal |
| ----- | ------------- | ------ | ------------- | -------- | ---------------- | ------ | ------ | ------------------ | --------- | ------ |
| Thuis | 1             | 4      | Niet gespeeld | 3        | 2                | 1      | 3      | 3                  | 8         | 25     |
| Uit   | 3             | 1      | 3             | 1        | Niet gespeeld    | 6      | 1      | 3                  | 4         | 22     |
|       |               |        |               |          |                  |        |        |                    |           | 47     |